# Károly Csapkay
Károly Csapkay (ur. 29 maja 1893 w Budapeszcie; zm. 1 marca 1966) – węgierski piłkarz i trener piłkarski.

## Kariera piłkarska
W 1914 rozpoczął karierę piłkarską w miejscowej drużynie Magyar Államvasutak. W 1915 przeszedł do Törekvés. W sezonie 1925/26 występował w Libertas, w którym zakończył karierę piłkarza.

## Kariera trenerska
W 1926 roku rozpoczął pracę trenerską w Fiorentina. Następnie do 1939 prowadził kluby Aquila Montevarchi, Monfalconese C.N.T., Triestina, Palermo, Napoli, ponownie Palermo, Venezia i Pisa. 
Zmarł 1 marca 1966 roku w wieku 73 lat.
W 2015 roku został wprowadzony do Hall of Fame klubu Fiorentina.